# Hula

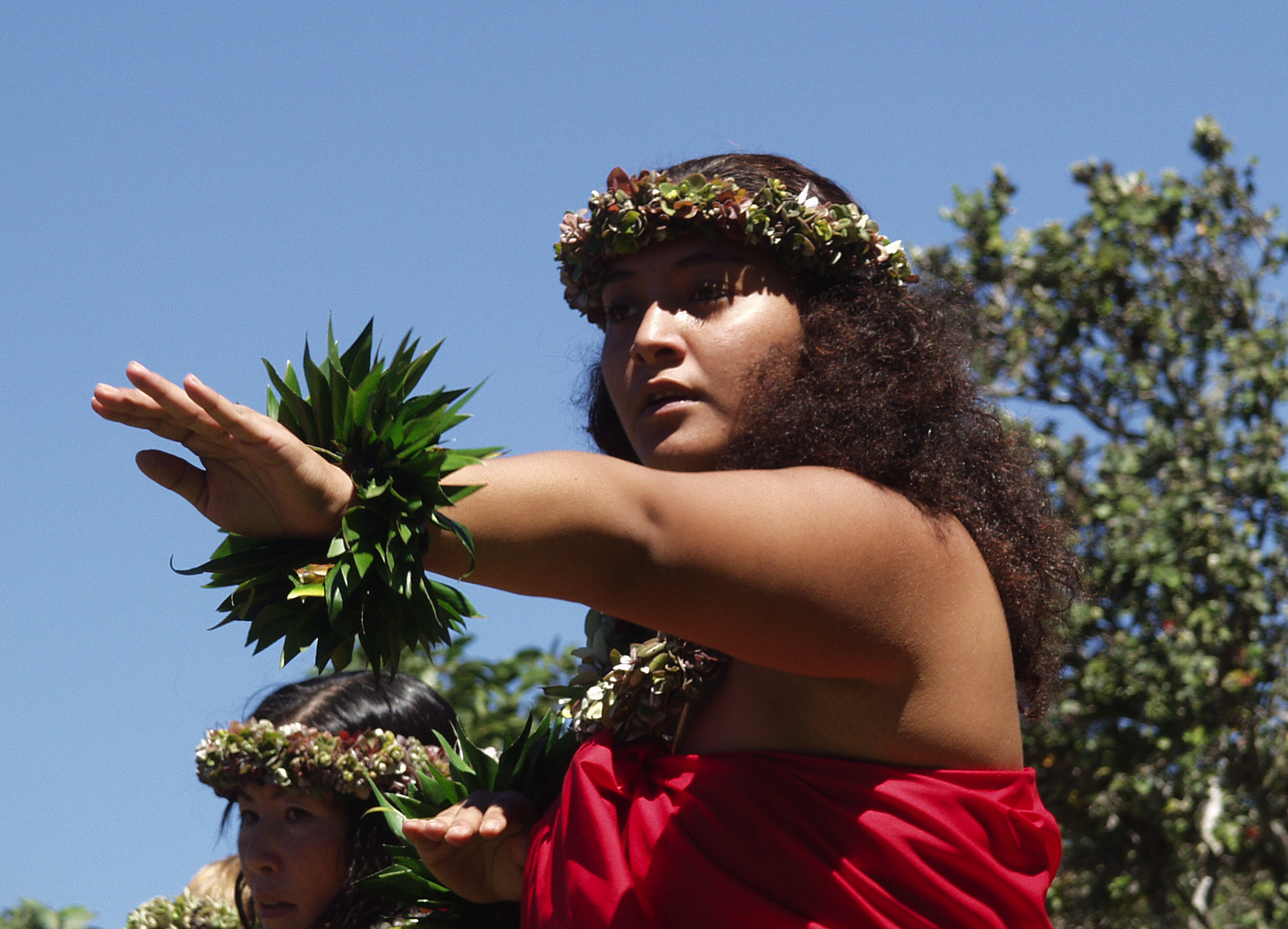
Taniec Hula

Hula – tradycyjny taniec hawajski, wykonywany przez kobiety i mężczyzn przy akompaniamencie pieśni zwanej mele. Sztuki tańca hula można nauczyć się w szkołach zwanych hālau.